# ロンロ
ロンロ（Lonhro、1998年12月10日 - 2024年4月19日）はオーストラリアの競走馬、種牡馬。2001年から2004年にかけて活躍し、2003/2004年シーズンのオーストラリア年度代表馬。種牡馬としても2010/2011年シーズンのオーストラリアリーディングサイアーとなった。

## 概要
父オクタゴナルの初年度産駒で、顔、体つき、レースぶりまで父にそっくりであった。母シャディアはスイートインブレイスステークス（オーストラリアG3）の優勝馬。全弟にG1競走3勝のニエロがいる。主戦騎手はダレン・ビードマンであった。馬名は馬主であるローランド・ティニー・ローランドが最高経営責任者を務めたロンドン・ローデシアン・マイニング・アンド・ランド・カンパニーの証券コードLONRHOより。愛称は「黒い閃光」 (Black Flash) 。
オーストラリアの中距離最強馬決定戦コックスプレートは2度走るも敗北し、メルボルンカップも不出走ではあったが、1100mから2000mまでの距離で活躍した。通算成績は35戦26勝2着3回3着2回。3歳時まではG1競走1勝であったが、古馬になって力をつけ、4 - 5歳にかけてG1競走10勝を挙げた。2003/2004年シーズンには年度代表馬となっている。牡馬によるオーストラリア年度代表馬の獲得は父オクタゴナル以来であった。
2004年に引退し、父オクタゴナルが供用されていたウッドランズスタッドで種牡馬入り。初年度種付け料6万6000オーストラリア・ドルは初年度としてはオーストラリア史上最高額であった。2008年にウッドランズスタッドがダーレーグループに買収された後はグループ傘下のケルヴィンサイドスタッドで繋養されている。2012年はシャトル種牡馬としてアメリカのジョナベルファームでも供用される。
2007/2008年シーズンに初年度産駒デビュー。2年目産駒Denmanで産駒による初G1勝ちを収めるなど順調に産駒成績を伸ばし、2010/2011年シーズンのオーストラリアリーディングサイアーとなった。オーストラリアで年度代表馬の受賞経験がある種牡馬がリーディングサイアーを獲得したケースは、1969/1970年シーズン年度代表馬、1983/1984年シーズンリーディングサイアーのVain以来である。産駒の活躍にともない、種付け料は2012年シーズンに11万オーストラリア・ドルにまで上昇した。
2023年3月23日に種牡馬を引退することをダーレーグループにより発表された。
Denmanは父と同じケルヴィンサイドスタッドで種牡馬入りし、後継種牡馬となっている。
2024年4月19日に死去。25歳没。

### 主な勝ち鞍
馬齢はオーストラリアの馬齢表記に従う。全てオーストラリアのG1競走。
- 2001年8月 - 2002年7月（3歳）コーフィールドギニー
- 2002年8月 - 2003年7月（4歳）コーフィールドステークス、マッキノンステークス、チッピングノートンステークス、ジョージライダーステークス、クイーンエリザベスステークス
- 2003年8月 - 2004年7月（5歳）ジョージメインステークス、コーフィールドステークス、CFオーアステークス、オーストラリアンカップ、ジョージライダーステークス

### 主な産駒
※馬名はアルファベット順。競走名はG1のみ記載。
- Beaded - ドゥームベン10000
- Benfica - ザTJスミス
- Denman - ゴールデンローズステークス
- Exosphere - ゴールデンローズステークス
- Lindermann - ローズヒルギニー
- Mental - パティナックファームクラシック
- Pierro - シドニー2歳三冠（ゴールデンスリッパーステークス、サイアーズプロデュースステークス、シャンペンステークス）、カンタベリーステークス、ジョージライダーステークス

## 血統表
| ロンロの血統サーゲイロード系（ロイヤルチャージャー系） / アウトブリード | ロンロの血統サーゲイロード系（ロイヤルチャージャー系） / アウトブリード | ロンロの血統サーゲイロード系（ロイヤルチャージャー系） / アウトブリード | （血統表の出典） | （血統表の出典） |
| 父 Octagonal 1992 黒鹿毛                                                | 父の父Zabeel 1986 鹿毛                                                  | Sir Tristram                                                            | Sir Ivor         | Sir Ivor         |
| 父 Octagonal 1992 黒鹿毛                                                | 父の父Zabeel 1986 鹿毛                                                  | Sir Tristram                                                            | Isolt            |                  |
| 父 Octagonal 1992 黒鹿毛                                                | 父の父Zabeel 1986 鹿毛                                                  | Lady Giselle                                                            | Nureyev          | Nureyev          |
| 父 Octagonal 1992 黒鹿毛                                                | 父の父Zabeel 1986 鹿毛                                                  | Lady Giselle                                                            | Valderna         |                  |
| 父 Octagonal 1992 黒鹿毛                                                | 父の母Eight Carat 1975 青毛                                             | Pieces of Eight                                                         | Relic            | Relic            |
| 父 Octagonal 1992 黒鹿毛                                                | 父の母Eight Carat 1975 青毛                                             | Pieces of Eight                                                         | Bady Roll        |                  |
| 父 Octagonal 1992 黒鹿毛                                                | 父の母Eight Carat 1975 青毛                                             | Klairessa                                                               | Klairon          | Klairon          |
| 父 Octagonal 1992 黒鹿毛                                                | 父の母Eight Carat 1975 青毛                                             | Klairessa                                                               | Courtessa        |                  |
| 母 Shadea 1988 黒鹿毛                                                   | 母の父Straight Strike 1977 黒鹿毛                                       | Mr. Prospector                                                          | Raise a Native   | Raise a Native   |
| 母 Shadea 1988 黒鹿毛                                                   | 母の父Straight Strike 1977 黒鹿毛                                       | Mr. Prospector                                                          | Gold Digger      |                  |
| 母 Shadea 1988 黒鹿毛                                                   | 母の父Straight Strike 1977 黒鹿毛                                       | Bend Not                                                                | Never Bend       | Never Bend       |
| 母 Shadea 1988 黒鹿毛                                                   | 母の父Straight Strike 1977 黒鹿毛                                       | Bend Not                                                                | Jennie Sue       |                  |
| 母 Shadea 1988 黒鹿毛                                                   | 母の母Concia 1978 鹿毛                                                  | First Cousul                                                            | Forli            | Forli            |
| 母 Shadea 1988 黒鹿毛                                                   | 母の母Concia 1978 鹿毛                                                  | First Cousul                                                            | Bold Consort     |                  |
| 母 Shadea 1988 黒鹿毛                                                   | 母の母Concia 1978 鹿毛                                                  | My Tricia                                                               | Hermes           | Hermes           |
| 母 Shadea 1988 黒鹿毛                                                   | 母の母Concia 1978 鹿毛                                                  | My Tricia                                                               | Gay Poss F-No.8  |                  |

## 参考
- Darley - Global breeding operation - Australia - 種牡馬成績、プロフィールなど
- Stallions - Australian Thoroughbred , Race Results, Sale Results, Leading Sire Lists - 種牡馬成績